# Lasagnette
Lasagnette er en pastaret nært beslægtet med lasagne. Forskellen består i, at man i lasagne lægger plader mellem kødlagene,  lasagnette indeholder i stedet små pastastykker, hvilket gør den nemmere at lave da man ikke behøver lægge lag.
| Mad og drikke | Spire Denne artikel om mad og drikke er en spire som bør udbygges. Du er velkommen til at hjælpe Wikipedia ved at udvide den. |